# Bigby (Royaume-Uni)
Bigby est une paroisse civile et un village du Lincolnshire, en Angleterre.